# Gearbox Software
Gearbox Software (от англ. gearbox — «коробка передач»; произн. «гирбокс») — американская частная компания, специализирующаяся на разработке компьютерных игр. Основана группой разработчиков в 1999 году. Главный офис находится в Фриско, штат Техас, США. В декабре 2015 года открыт второй офис — в Квебеке, Канада.

## История компании
Gearbox Software была основана в январе 1999 года пятью членами команды из закрывшейся тогда студии Rebel Boat Rocker: Рэнди Питчфордом, Стивеном Балом, Лэндоном Монтгомери, Брайаном Мартелом и Робом Хейронимусом. Перед работой в RBR, Питчфорд и Мартел работали в 3D Realms, а Монтгомери — в Bethesda Softworks.
Первой игрой компании стало официальное дополнение для шутера от первого лица Half-Life — Half-Life: Opposing Force, созданное по заказу компании Valve. Игра предлагает самостоятельный сюжет, дополняющий и расширяющий вселенную игр Half-Life. Главным героем является капрал Адриан Шепард, который был послан в исследовательский центр «Чёрная Меза» для уничтожения всех следов неудавшегося эксперимента. Таким образом, игроки получают возможность увидеть события оригинальной игры от лица иного персонажа.
Следующая игра, Half-Life: Blue Shift, была выпущена (так же, как и Opposing Force) в виде официального дополнения. Сюжет рассказывает историю охранника комплекса «Чёрная Меза» Барни Калхауна. Вместе с игрой поставляется дополнение Half-Life High Definition Pack, улучшающее графическую часть в оригинальной игре и её первом дополнении. В 2001 году на PlayStation 2 было выпущено третье дополнение — Half-Life: Decay, вместе с портированной версией оригинальной Half-Life.
Спустя год, в 2002 году для PC выпущена игра James Bond 007: Nightfire в жанре шпионского боевика.
Также компания Gearbox Software принимала участие в работе над коммерческой версией Counter-Strike и Counter-Strike: Condition Zero, которая была создана совместно с несколькими другими студиями. Для моделирования оружия один из художников Gearbox принёс в офис автомат, чтобы использовать его как источник для вдохновения. Работник банка, располагающегося в том же здании, что и офис Gearbox, заметил художника, поднимающегося на лифте (с автоматом под плащом) и сообщил в полицию. Вскоре в офис приехал отряд SWAT, и этаж за этажом прочёсывал всё здание в поисках «террориста», пока наконец не стало ясно, что произошла ошибка.
В 2005 году вышла первая игра серии Brothers in Arms, сюжет которой рассказывает о событиях произошедших во времена Второй мировой войны. Всего разработано три основных игры, последняя из которых — Brothers in Arms: Hell's Highway, а также несколько отдельных проектов для консолей.
В январе 2013 года Gearbox Software выкупила у обанкротившейся THQ бренд Homeworld, объявив о планах по его развитию. В 2015 году компания выпустила переиздание оригинальных частей серии игр под названием Homeworld Remastered Collection — комплект включает Homeworld и Homeworld 2 с переработанной графикой и адаптированные для современных ПК (кроме того, в комплекте доступны и адаптированные к современным ПК оригинальные игры, без переработанной графической составляющей). В 2016 году был выпущен приквел Homeworld: Deserts of Kharak, описывающий события на планете Кхарак до начала событий первой игры.
3 февраля 2021 года Gearbox Software была приобретена Embracer Group за 1,3 млрд $ и реорганизована в качестве самостоятельного издательства внутри компании.
28 марта 2024 года компания Take-Two Interactive объявила о своем намерении приобрести Gearbox Software у Embracer Group за 460 млн долларов. Ожидается, что сделка будет завершена к окончанию 25-го финансового года Take-Two, который завершается 30 июня 2024 года.

## Игры студии

### Разработанные
| Год  | Название                             | Платформа(-ы)                                                         | Издатель             |
| ---- | ------------------------------------ | --------------------------------------------------------------------- | -------------------- |
| 1999 | Half-Life: Opposing Force            | PC (Windows)                                                          | Sierra Entertainment |
| 2001 | Half-Life: Blue Shift                | PC (Windows)                                                          | Sierra Entertainment |
| 2001 | Half-Life                            | PlayStation 2                                                         | Sierra Entertainment |
| 2001 | Half-Life: Decay                     | PlayStation 2                                                         | Sierra Entertainment |
| 2002 | Tony Hawk’s Pro Skater 3             | ПК (Windows)                                                          | Activision           |
| 2002 | James Bond 007: Nightfire            | ПК (Windows)                                                          | Electronic Arts      |
| 2003 | Halo: Combat Evolved                 | ПК (Windows, macOS)                                                   | Xbox Game Studios    |
| 2004 | Counter-Strike: Condition Zero       | ПК (Windows)                                                          | Sierra Entertainment |
| 2005 | Brothers in Arms: Road to Hill 30    | ПК (Windows), PlayStation 2, Xbox                                     | Ubisoft              |
| 2005 | Brothers in Arms: Earned in Blood    | ПК (Windows), PlayStation 2, Xbox                                     | Ubisoft              |
| 2006 | Brothers in Arms D-Day               | PlayStation Portable                                                  | Ubisoft              |
| 2008 | Brothers in Arms: Hell’s Highway     | ПК (Windows), PlayStation 3, Xbox 360                                 | Ubisoft              |
| 2009 | Borderlands                          | ПК (Windows), PlayStation 3, Xbox 360                                 | 2K                   |
| 2011 | Duke Nukem Forever                   | ПК (Windows), PlayStation 3, Xbox 360                                 | 2K                   |
| 2011 | Aliens Infestation                   | Nintendo DS                                                           | SEGA                 |
| 2012 | Borderlands 2                        | ПК (Windows), PlayStation 3, Xbox 360                                 | 2K                   |
| 2013 | Aliens: Colonial Marines             | ПК (Windows), PlayStation 3, Xbox 360, Wii U                          | SEGA                 |
| 2014 | Borderlands: The Handsome Collection | PlayStation 4, Xbox One                                               | 2K                   |
| 2016 | Battleborn                           | ПК (Windows), PlayStation 4, Xbox One                                 | 2K                   |
| 2019 | Borderlands 3                        | ПК (Windows), PlayStation 4, Xbox One, PlayStation 5, Xbox Series X/S | 2K                   |
| 2022 | Tiny Tina's Wonderlands              | ПК (Windows), PlayStation 4, PlayStation 5, Xbox One, Xbox Series X/S | 2K                   |
| TBA  | Project 1v1                          | ПК (Windows)                                                          | Gearbox Publishing   |

### Изданные
| Год  | Название                                   | Платформа(-ы)                                          | Разработчик(и)        |
| ---- | ------------------------------------------ | ------------------------------------------------------ | --------------------- |
| 2015 | Homeworld Remastered Collection            | PC (Windows, macOS)                                    | Blackbird Interactive |
| 2016 | Homeworld: Deserts of Kharak               | ПК (Windows, macOS)                                    | Blackbird Interactive |
| 2016 | Duke Nukem 3D: 20th Anniversary World Tour | ПК (Windows), PlayStation 4, Xbox One                  | Nerve Software        |
| 2017 | Bulletstorm: Full Clip Edition             | ПК (Windows), PlayStation 4, Xbox One, Nintendo Switch | People Can Fly        |
| 2017 | Fortnite                                   | ПК (Windows), PlayStation 4, Xbox One                  | Epic Games            |
| 2018 | We Happy Few                               | ПК (Windows), PlayStation 4, Xbox One                  | Compulsion Games      |
| 2019 | Risk of Rain 2                             | ПК (Windows), PlayStation 4, Xbox One, Nintendo Switch | Hopoo Games           |
| 2020 | Godfall                                    | PlayStation 5, ПК (Windows)                            | Counterplay Games     |
| 2020 | Homeworld Mobile                           | iOS, Android                                           | Blackbird Interactive |
| 2023 | Risk of Rain Returns                       | ПК (Windows, macOS), Nintendo Switch                   | Hopoo Games           |
| 2024 | Homeworld 3                                | ПК (Windows)                                           | Blackbird Interactive |

## Отменённые игры
| Название                             | Платформа(-ы)                         | Издатель   |
| ------------------------------------ | ------------------------------------- | ---------- |
| Игра, основанная на фильме «Схватка» | PC (Windows), Xbox 360, PlayStation 3 | Неизвестно |
| Duke Begins                          | Неизвестно                            | Неизвестно |
| Brothers in Arms: Furious 4          | ПК (Windows), Xbox 360, PlayStation 3 | Ubisoft    |